# Briedern

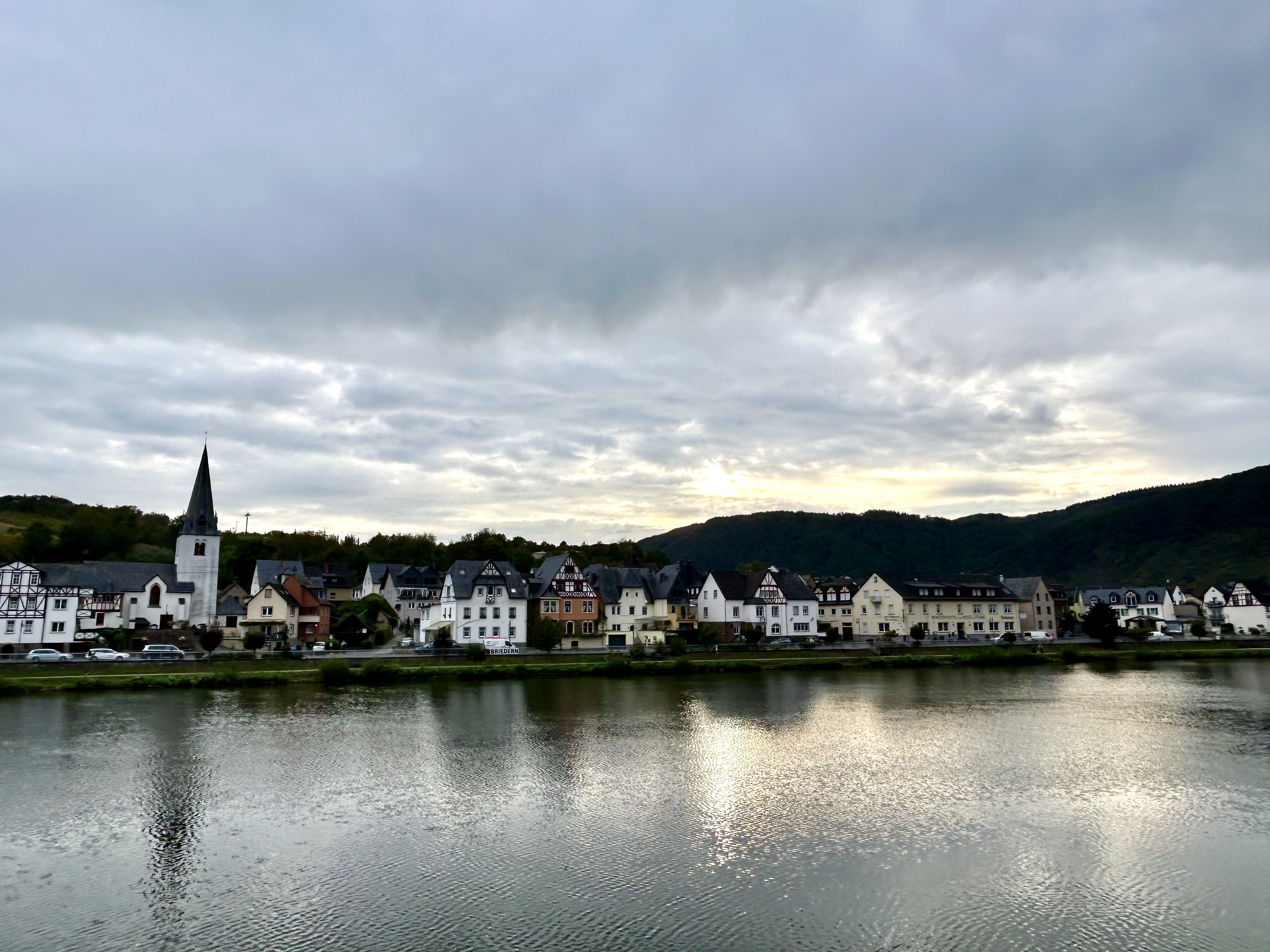
Briedern

Briedern ist eine Ortsgemeinde an der Mosel im Landkreis Cochem-Zell in Rheinland-Pfalz. Sie gehört der Verbandsgemeinde Cochem an.

## Geographie
Briedern liegt an der Mosel oberhalb der Staustufe in Bruttig-Fankel zwischen Cochem und Zell mitten im Cochemer Krampen. Die bekannteste Weinlage des Ortes („Rüberberger Domherrenberg“) befindet sich an den Steilhängen der gegenüberliegenden Moselseite.

## Geschichte
Der Ort wurde 1275 erstmals urkundlich erwähnt. Die zur selben Zeit erbaute Servatiuskirche war wie der Servatiusbrunnen Ziel von Wallfahrten; aus den Jahren 1466, 1493 und 1499 ist die Erteilung von Ablässen für Wallfahrer bekannt.
Zum Kirchweihfest im Jahr 1595 wurde Briedern von Anton Langhaar überfallen, der von Kastellaun im Hunsrück aus sein Unwesen trieb. Anton Langhaar war Hauptmann unter dem badischen Markgrafen Eduard Fortunat und stammte aus Monschau. Die Briederner konnten sich jedoch zur Wehr setzen.
Briedern gehörte bis 1780 zum Strimmiger Gericht, das Teil des Dreiherrischen Territoriums auf dem Hunsrück war und zuletzt unter der gemeinsamen Herrschaft von Kurtrier, dem Herzog von Pfalz-Zweibrücken als Graf der Hinteren Grafschaft Sponheim und dem Grafen von Metternich-Winneburg war. Bei der Teilung des Kondominiums wurde das Strimmiger Gericht und damit auch das Dorf Briedern dem Grafen von Metternich-Winneburg zugesprochen.
Nach der Einnahme des Linken Rheinufers durch französische Revolutionstruppen (1794) gehörte der Ort von 1798 bis 1814 zum Kanton Zell im Rhein-Mosel-Département. Die Region wurde 1815 auf dem Wiener Kongress dem Königreich Preußen zugeordnet. Unter der preußischen Verwaltung gehörte Briedern von 1816 an zum neu errichteten Kreis Zell und wurde von der Bürgermeisterei Senheim verwaltet. Teile des Orts wurden 1945 durch Artilleriebeschuss zerstört. Seit 1946 ist er Teil des Landes Rheinland-Pfalz.
Bevölkerungsentwicklung
Die Entwicklung der Einwohnerzahl von Briedern, die Werte von 1871 bis 1987 beruhen auf Volkszählungen:
| Jahr | Einwohner |
| 1815 | 211       |
| 1835 | 281       |
| 1871 | 327       |
| 1905 | 400       |
| 1939 | 300       |

| Jahr | Einwohner |
| 1950 | 376       |
| 1961 | 345       |
| 1970 | 377       |
| 1987 | 379       |
| 2005 | 321       |

## Politik

### Gemeinderat
Der Gemeinderat in Briedern besteht aus acht Ratsmitgliedern, die bei der Kommunalwahl am 9. Juni 2024 in einer Mehrheitswahl gewählt wurden, und dem ehrenamtlichen Ortsbürgermeister als Vorsitzendem. Bei der Wahl 2019 wurde in einer personalisierten Verhältniswahl gewählt, da zwei Wahlvorschlagslisten eingereicht wurden.
Die Sitzverteilung im Gemeinderat:
| Wahl | WGG *             | WGJ **            | Gesamt  |
| ---- | ----------------- | ----------------- | ------- |
| 2024 | per Mehrheitswahl | per Mehrheitswahl | 8 Sitze |
| 2019 | 6                 | 2                 | 8 Sitze |
| 2014 | per Mehrheitswahl | per Mehrheitswahl | 8 Sitze |

### Bürgermeister
Peter Görgen wurde am 24. Juni 2019 Ortsbürgermeister von Briedern. Bei der Direktwahl am 26. Mai 2019 war er mit einem Stimmenanteil von 78,23 % für fünf Jahre gewählt worden. Bei der Direktwahl am 9. Juni 2024 wurde er ohne Gegenkandidat mit 92,1 % der Stimmen für weitere fünf Jahre in seinem Amt bestätigt.
Görgens Vorgänger als Ortsbürgermeister war Karl-Heinz Bleser.

### Wappen
Die Blasonierung lautet: „Von Silber und Blau geteilter Schild. In Silber eine grüne Weinrebenranke mit blauen Trauben und grünen Blättern. In Blau auf silbernen Wellen ein goldener Kahn.“

## Sehenswürdigkeiten

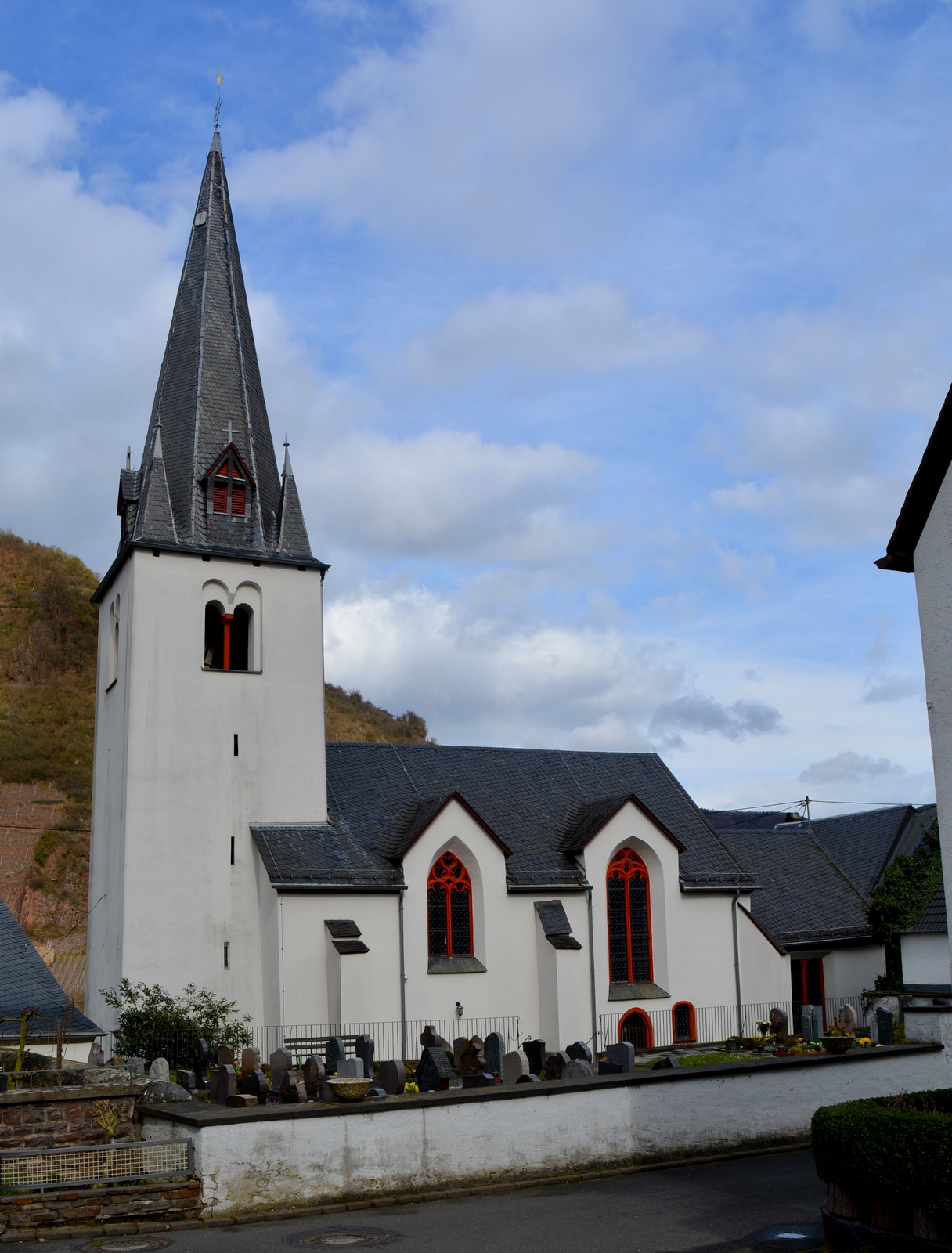
St. Servatius

- Servatiuskirche mit gotischen Turm aus dem 14. Jahrhundert
- Servatius-Brunnen
- Altes Backeshaus

Siehe auch: Liste der Kulturdenkmäler in Briedern